# Eduard Opitsch
Eduard Opitsch (* 1. Februar 1900 in Langenaltheim; † 19. Februar 1991 in Pappenheim) war ein deutscher Steinbruchbesitzer,  in dessen Steinbruch 1956 ein Exemplar des Archaeopteryx entdeckt wurde. 
Fundort des wertvollen und seltenen Fossils war ein Steinbruch auf der Langenaltheimer Haardt bei Solnhofen. Zunächst wurde der Urvogel, von dem der Kopf fehlte, als solcher nicht erkannt. Erst 1959 erfuhr Opitsch durch Zufall, welch besonderes Fossil er besaß und stellte es zunächst dem Museum auf dem Maxberg, heute Fossilien- und Steindruckmuseum Gunzenhausen als Leihgabe zur Verfügung; daraus resultiert die Benennung als Maxberger Exemplar.
1974 nahm er das Fossil nach Unstimmigkeiten mit der Museumsleitung  zurück, machte es nicht mehr öffentlich zugänglich und verweigerte jede weitere wissenschaftliche Untersuchung.
Bei seinem Tod im Jahre 1991 (Suizid) fehlte das Fossil in seinem Nachlass, ohne dass dessen Verbleib geklärt werden konnte. Auch Ermittlungen der Staatsanwaltschaft blieben ohne Ergebnis.